# Plectiscidea arida
Plectiscidea arida là một loài tò vò trong họ Ichneumonidae.